# Jardín Botánico de Tøyen
Los Museos de Ciencias Naturales y el Jardín Botánico de Tøyen, en noruego : Botanisk Hage og Museum Tøyen es un jardín botánico de 75 000 m² y varios museos de ciencias naturales que se encuentran en su recinto dependientes de la Universidad de Oslo que se encuentran en Oslo, Noruega. 
Este jardín botánico forma parte como miembro del BGCI, siendo su código de identificación internacional como institución botánica, así como las siglas de su herbario O.

## Localización
Botanisk Hage og Museum Tøyen P.O. Box 1172 Blindern , Sarsgt. 1, NO-0562 Oslo, Norges-Noruega.
Planos y vistas satelitales.59°55′2.64″N 10°46′11.64″E / 59.9174000, 10.7699000
El jardín botánico y los museos cierran los lunes.

## Historia
La finca de Tøyen tiene una dilatada historia en su acervo. Su nombre, Todin tiene su origen ya en el siglo I antes de Cristo, en el que Tad significa fértil y vin que es una tierra de pasto. 

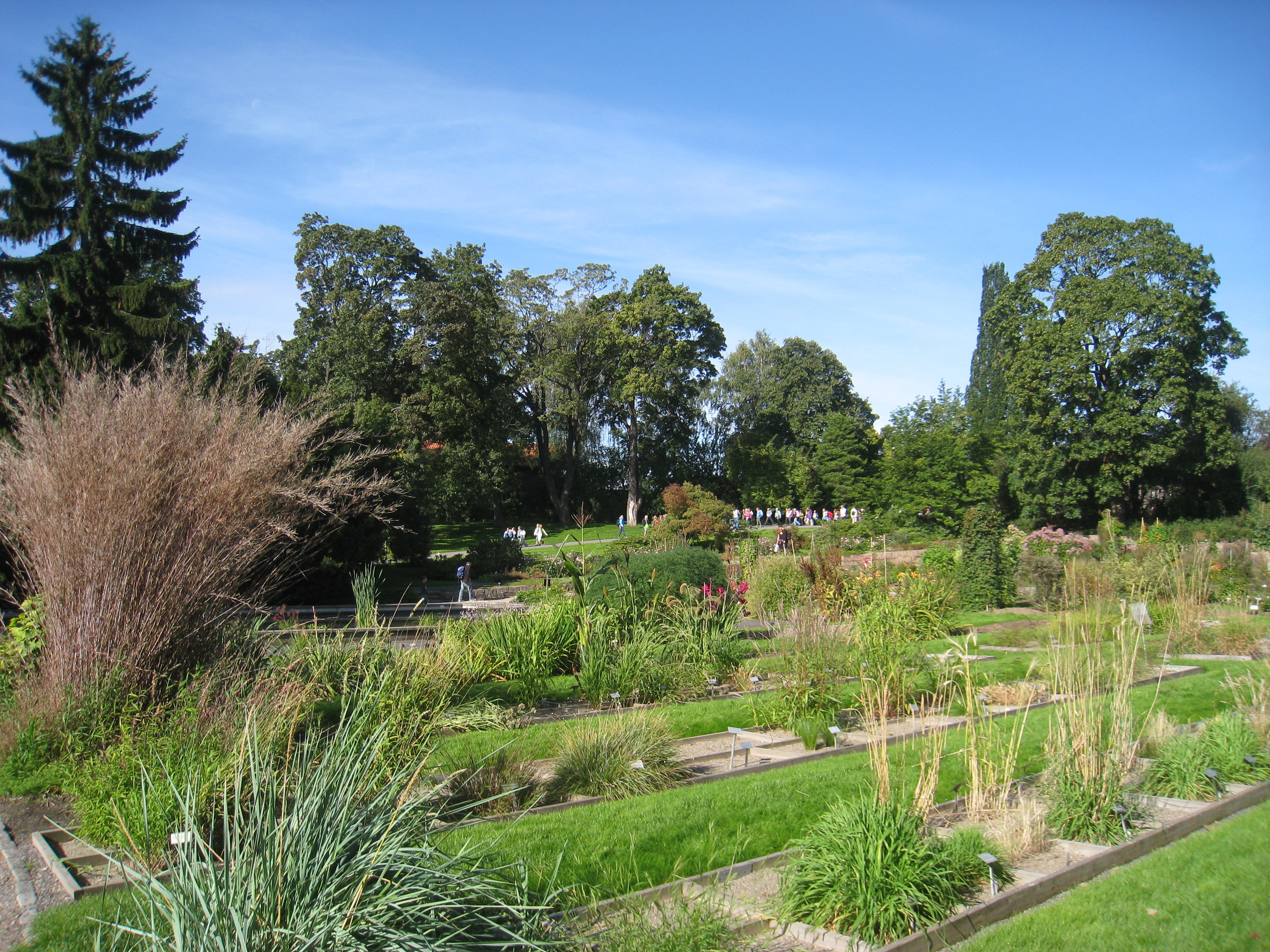
Sección de Poaceae del jardín botánico.

Esta finca perteneció al convento de Nonneseter en la Edad Media. Tøyen  le fue concedido al canciller Jens Bjelke en 1640, como lugar de peregrinaje. El predicador Hans Nielsen Hauge vivió en Tøyen durante su época del encarcelamiento y aquí celebró reuniones de rezo. 
El rey Frederik VI compró la finca en 1812 y se la donó a la universidad, establecida nuevamente en Christiania, y la que en un principio se planeó construir en Tøyen. En aquella época la finca amplió su extensión con la inclusión de un área considerable de tierra y de una zona litoral del fiordo de Oslo. La mayoría de estas tierras fueron vendidas o arrendadas más adelante. 
El jardín botánico de la universidad fue fundado en 1814. La casa del señorío con forma de herradura, que fue reformada en 1780, y el viejo jardín, de estilo barroco, forma el núcleo del jardín botánico actual.

## Colecciones

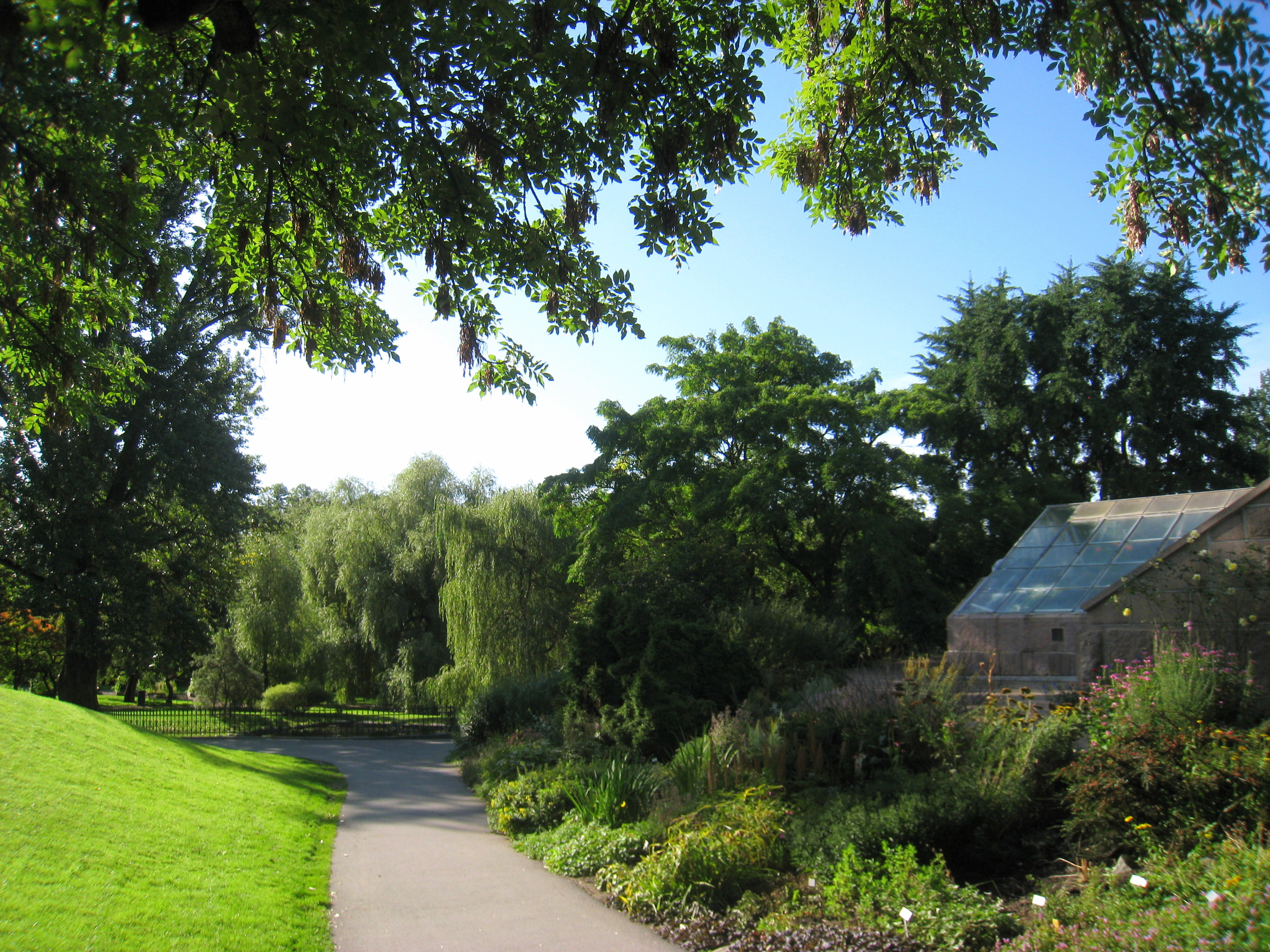
Bordura de especies perennes leñosas del jardín botánico de Oslo.

Las plantas de este jardín botánico se encuentran expuestas como : 
- Arboretum, que ocupa la mayoría del jardín.
- Jardín sistemático, donde se pueden encontrar unas 1800 plantas exhibidas según la familia y el género.
- Jardín de plantas de interés económico, contiene plantas medicinales, especias y otras plantas cultivadas para cosechas, con unas 300 especies.
- Rocalla, con unas 1450 especies, haciendo especial hincapié en la flora de las montañas de Noruega y en otras áreas montañosas tales como el Cáucaso.
- Jardín aromático, especialmente diseñado para los usuarios de sillas de ruedas y los de visión limitada. Las plantas olorosas están creciendo en lechos levantados y etiquetados en Braille.
- Invernaderos, casa de la Victoria y casa de las palmeras donde se encuentran plantas de climas tropicales y templados, tales como el lirio espectacular (Victoria cruziana), orquídeas raras, plantas carnívoras, Cactus, cacao, higueras y palmas.

## Equipamientos
En el recinto del jardín botánico y ocupando antiguos edificios de la finca original de Tøyen, se encuentran varios museos de ciencias naturales:
- Museo de Botánica, la exposición de arte botánico de Dagny Tande Lid en el museo botánico está abierta al público.
- Museo de Zoología
- Museo de Mineralogía y Geología
- Museo de Paleontología

Todos estos museos y el jardín botánico tienen un servicio de guías especializados en mostrárselos a los numerosos grupos escolares que por aquí acuden.